# Стрікленд (Вісконсин)
Стрікленд (англ. Strickland) — місто (англ. town) в США, в окрузі Раск штату Вісконсин. Населення — 280 осіб (2010).

## Демографія
Згідно з переписом 2010 року, у місті мешкало 280 осіб у 113 домогосподарствах у складі 81 родини. Було 158 помешкань
Расовий склад населення:
| - 97,5 % — білих - 0,4 % — чорних або афроамериканців |

До двох чи більше рас належало 2,1 %. Частка іспаномовних становила 0,0 % від усіх жителів.
За віковим діапазоном населення розподілялося таким чином: 18,6 % — особи молодші 18 років, 63,2 % — особи у віці 18—64 років, 18,2 % — особи у віці 65 років та старші. Медіана віку мешканця становила 48,5 року. На 100 осіб жіночої статі у місті припадало 112,1 чоловіків;  на 100 жінок у віці від 18 років та старших — 113,1 чоловіків також старших 18 років.
Середній дохід на одне домашнє господарство  становив 58 807 доларів США (медіана — 50 625), а середній дохід на одну сім'ю — 65 130 доларів (медіана — 56 250). Медіана доходів становила 42 083 долари для чоловіків та 30 066 доларів для жінок. За межею бідності перебувало 6,5 % осіб, у тому числі 0,0 % дітей у віці до 18 років та 7,3 % осіб у віці 65 років та старших.
Цивільне працевлаштоване населення становило 148 осіб. Основні галузі зайнятості: роздрібна торгівля — 18,2 %, виробництво — 17,6 %, освіта, охорона здоров'я та соціальна допомога — 12,2 %, сільське господарство, лісництво, риболовля — 10,8 %.